# Вулиця Майка Йогансена (Київ)
Ву́лиця Мáйка Йога́нсена — вулиця у Святошинському районі міста Києва, селище Жовтневе. Пролягає від вулиці Тараса Бульби-Боровця до Жмеринської вулиці.
Прилучаються вулиці Петра Дорошенка і Академіка Біляшівського.

## Історія
Вулиця виникла у 50-ті роки XX століття, мала назву вулиця Шевченка (на честь Тараса Шевченка), з липня 1965 року — Срібна, з листопада 1965 року — Шевченківська. З 1982 року названа на честь російського поета Олександра Блока, який відвідував Київ у 1907 і 1913 роках. 12 грудня 2024 року перейменовано на честь українського письменника — Майка Йогансена.
Станом на січень 2015 року на вулиці збереглося чимало адресних табличок з попередньою назвою вулиці — Шевченківська.